# مايك تيونسين
مايك تيونسين (بالهولندية: Mike Teunissen)‏ (و. 1992  م) هو راكب دراجة هوائية هولندي، شارك في سباق طواف فرنسا 2017.

## سباقات أو مراحل فاز بها
| التاريخ        | السباق                          | المركز                                         |
| -------------- | ------------------------------- | ---------------------------------------------- |
| 01 يناير 2012  | سلاج أوم نورج 2012              | الفائز في التصنيف العام                        |
| 18 أغسطس 2013  | طواف ديف يغد 2013               | الثامن في التصنيف العام                        |
| 01 يونيو 2014  | Paris–Roubaix Espoirs 2014      | الفائز في التصنيف العام                        |
| 08 يونيو 2014  | بوكليس دي لا مايين 2014         |                                                |
| 27 يوليو 2015  | 2015 Grote Prijs Raf Jonckheere | الفائز في التصنيف العام                        |
| 02 أغسطس 2015  | رايد لندن 2015                  |                                                |
| 15 أغسطس 2015  | طواف أين 2015                   | الرابع في تصنيف النقاط                         |
| 11 أكتوبر 2015 | طواف باريس 2015                 | التاسع في التصنيف العام                        |
| 23 مارس 2016   | دفارز دور فلاندرز 2016          | التاسع في التصنيف العام                        |
| 31 أغسطس 2016  | 2016 Stadsprijs Geraardsbergen  |                                                |
| 25 فبراير 2017 | طواف نيوشبلاد 2017              | المرتبة 12 في التصنيف العام                    |
| 04 أكتوبر 2017 | 2017 KAJ-KWB Prijs              |                                                |
| 19 مايو 2019   | أربعة أيام من دونكيرك 2019      | الفائز في التصنيف العام                        |
| 23 يونيو 2019  | زي إل إم تور 2019               | الفائز في التصنيف العام                        |
| 22 أغسطس 2021  | طواف النرويج 2021               | الأول في تصنيف النقاط، الثالث في التصنيف العام |

## روابط خارجية
- مايك تيونسين على موقع الاتحاد الدولي للدراجات (الإنجليزية)
- مايك تيونسين على موقع أرشيف الدراجات (الإنجليزية)
- مايك تيونسين على موقع إحصائيات الدراجات الإحترافية (الإنجليزية)
- مايك تيونسين على موقع نسبة الدراجات (الإنجليزية)
- مايك تيونسين على موقع CycleBase (الإنجليزية)